# Kompetenzverbund Kerntechnik
Der Kompetenzverbund Kerntechnik ist eine seit dem Jahr 2000 bestehende Einrichtung zur arbeitsteiligen Zusammenarbeit von Forschungseinrichtungen und Universitäten in der Reaktorsicherheits- und Endlagerforschung.
Als ständige Mitglieder gehören dem Verbund das Kompetenzzentrum Ost für Kerntechnik u. a. mit dem Helmholtz-Zentrum Dresden-Rossendorf, das Forschungszentrum Jülich, das Karlsruher Institut für Technologie, die Bundesanstalt für Geowissenschaften und Rohstoffe und die Gesellschaft für Anlagen- und Reaktorsicherheit mit ihren jeweiligen Partner-Hochschulen sowie die Materialprüfungsanstalt der Universität Stuttgart an. Sprecher des Verbundes ist seit 2014 der Nuklearforscher Joachim Knebel vom Karlsruher Institut für Technologie.

## Entstehungsgeschichte
Eine im Jahr 1999 vom Bundesministerium für Wirtschaft und Technologie berufene Evaluierungskommission empfahl in ihrem Abschlussbericht Nukleare Sicherheits- und Endlagerforschung in Deutschland vom Januar 2000 die Gründung eines industrieunabhängigen Verbundes, um eine bessere Reaktorsicherheits- und Endlagerforschung zu ermöglichen. Der Kompetenzverbund Kerntechnik trat erstmals im März 2000 zusammen. Der erste Sprecher des Verbundes war von 2000 bis 2013 der Energietechniker Peter Fritz vom Karlsruher Institut für Technologie.

## Weitere Ziele
Als weitere Ziele neben der Reaktorsicherheits- und Endlagerforschung formuliert der Verbund auf seiner Webseite die verstärkte Kooperation mit den Hochschulen und der Industrie und kooperative Unterstützung internationaler Initiativen zur Kompetenzerhaltung in der Kernenergie, die Darstellung von Trends bei der Arbeitsplatzentwicklung und bei den Ausbildungskapazitäten im kerntechnischen Bereich und die Mitwirkung bei der Weiterentwicklung internationaler nuklearer Sicherheitsstandards.

## Veröffentlichungen (Auswahl)
- Themen der nuklearen Sicherheits- und Endlagerforschung in Deutschland, 2002 - 2006, Reaktorsicherheitsforschung, 9. Juli 2003 (PDF, 1,4 MB)
- Themen der nuklearen Sicherheits- und Endlagerforschung in Deutschland, 2007 - 2011, Reaktorsicherheitsforschung, revidierte Fassung vom 14. Dezember 2007 (PDF, 460 kB)
- Nukleare Sicherheitsforschung: Neuorientierung an aktuellen energiepolitischen Rahmenbedingungen, März 2013 (PDF, 470 kB)